# Лубенькино (Удомельский район)
Лубенькино — опустевшая деревня в Удомельском городском округе Тверской области.

## География
Деревня находится в северной части Тверской области на расстоянии приблизительно 5 км на север-северо-восток по прямой от железнодорожного вокзала города Удомля на берегу одноименного озера.

## История
Известна с 1538 года как пустошь. В 1886 году отмечалась как сельцо, в котором проживала 1 дворянская семья из 3 человек и 1 крестьянская семья из 4 человек. Здесь Сергеем Павловичем Рябушинским был построен роскошный загородный дом, принадлежавший ему до 1918 года. В 1918 году здесь создается коммуна «Лубенькино», позднее совхоз «Агропром». Загородный дом Рябушинского был передан Дому инвалидов, который существовал до 1992 года. В сентябре 1992 года здание сгорело. Лесопарк бывшей усадьбы — памятник природы площадью 15 га постепенно приходит в запустение.
До 2015 года деревня входила в состав Рядского сельского поселения до упразднения последнего. С 2015 года в составе Удомельского городского округа.

## Население
Численность населения не учтена как в 2002 году, так и в 2010.